# Брукк-ан-дер-Мур (округ)
Брукк-ан-дер-Мур (нем. Bezirk Bruck an der Mur) — бывший политический округ в Австрии. Центр округа — город Брукк-ан-дер-Мур. Округ входил в федеральную землю Штирия. Площадь округа — 1306,96 км². Население — 64 991 чел. Плотность населения — 50 чел./км².
1 января 2013 года округа Брукк-ан-дер-Мур и Мюрццушлаг были объединены в новый округ Брукк-Мюрццушлаг.

## Административные единицы
1. Афленц-Курорт (1039)
2. Афленц-Ланд
3. Брайтенау-ам-Хохланч
4. Брукк-ан-дер-Мур (13 439)
5. Этмисль
6. Фрауэнберг
7. Гусверк
8. Хальталь
9. Капфенберг
10. Мариацелль
11. Оберайх
12. Паршлуг
13. Пернег-ан-дер-Мур
14. Санкт-Ильген
15. Санкт-Катарайн-ан-дер-Ламинг
16. Санкт-Лоренцен
17. Санкт-Марайн
18. Санкт-Зебастиан
19. Тёрль
20. Трагёс
21. Турнау